# ベッドサイドミュージックep
「ベッドサイドミュージックep」（ベッドサイドミュージックイーピー）は、日本のバンド・フレンズの1作目のEP。

## 概要
- 初のEP。
- ライブツアー『petit town release tour ～グランパーティー！～』のZepp DiverCity公演にて発売が発表された[1]。

## 収録曲
1. ベッドサイドミュージック [4:23]
作詞：おかもとえみ
作曲：ひろせひろせ
編曲：フレンズ
バンド結成のきっかけを作った楽曲[2]。ミュージック・ビデオはPILLS EMPIREの加藤マニがディレクターを務め、メンバーがパジャマ姿で出演している[3]。
2. 喧噪 [4:16]
作詞：おかもとえみ
作曲：おかもとえみ、ひろせひろせ
編曲：フレンズ
3. 夜にダンス (DJ松永Remix) [4:10]
作詞：おかもとえみ
作曲：ひろせひろせ
リミックス：DJ 松永
4. Hello New Me! [4:23]
作詞：おかもとえみ
作曲：ひろせひろせ
編曲：フレンズ
デジタル・ダウンロードのみ収録されている。

## 参加ミュージシャン
フレンズ
- おかもとえみ：Vocal
- ひろせひろせ：MC & Keyboard
- 三浦太郎：Guitar & Vocal
- 長島涼平：Bass
- SEKIGUCHI LOUIE：Drums

Additional Musician
- 山本健太：Keyboard (#1,4)
- ぬましょう：Percussion (#1,4)

## 収録アルバム
- コン・パーチ! (#1,4)